# Astragalus aucheri
Astragalus aucheri — вид квіткових рослин з родини бобових (Fabaceae). Ареал охоплює такі країни: Іран, Туреччина.

## Середовище
Це багаторічний нелазячий чагарник, який зустрічається в степах, а також був зареєстрований на полях під паром. Зареєстрований на висотах 1150–3000 м над рівнем моря. Немає відомих серйозних загроз для цього виду.